# Shorterville, Alabama
Shorterville este o comunitate neîncorporată din statul Alabama, Statele Unite ale Americii. Aceasta se află la 14,2 km distanță nord-vest de orașul reședință de comitat Abbeville.